# ラ・ポワトヴィニエール
ラ・ポワトヴィニエール （La Poitevinière）は、フランス、ペイ・ド・ラ・ロワール地域圏、メーヌ＝エ＝ロワール県のかつて存在したコミューン。現在はボープレオ＝アン＝モージュの一部である。

## 地理
ラ・ポワトヴィニエールは、アルモリカ山塊の東側であるモージュ地方のコミューンである。そのためわずかに丘陵の地形を持つ。プロフォン川やアルジャン川といった小河川がいくつか流れる。我々はまた、川沿いにいくつかの水車に気づかなくてはならない。
境界を接するコミューンは、ボープレオ、ル・パン＝アン＝モージュ、ノートルダム・デ・モージュである。

## 歴史
コミューンの歴史は18世紀終わりに起きたヴァンデ戦争によって特徴付けられる。

## 人口統計
| 1962年 | 1968年 | 1975年 | 1982年 | 1990年 | 1999年 | 2006年 | 2012年 |
| ------ | ------ | ------ | ------ | ------ | ------ | ------ | ------ |
| 1017   | 1060   | 1032   | 965    | 998    | 976    | 977    | 1073   |

source=1999年までLdh/EHESS/Cassini、2004年以降INSEE